# NGC 1452
NGC 1452 (ook: NGC 1455) is een balkspiraalstelsel in het sterrenbeeld Eridanus. Het hemelobject werd op 6 oktober 1785 ontdekt door de Duits-Britse astronoom William Herschel.

## Synoniemen
- PGC 13765
- ESO 549-12
- MCG -3-10-44
- IRAS 03430-1847